# Miss Israel

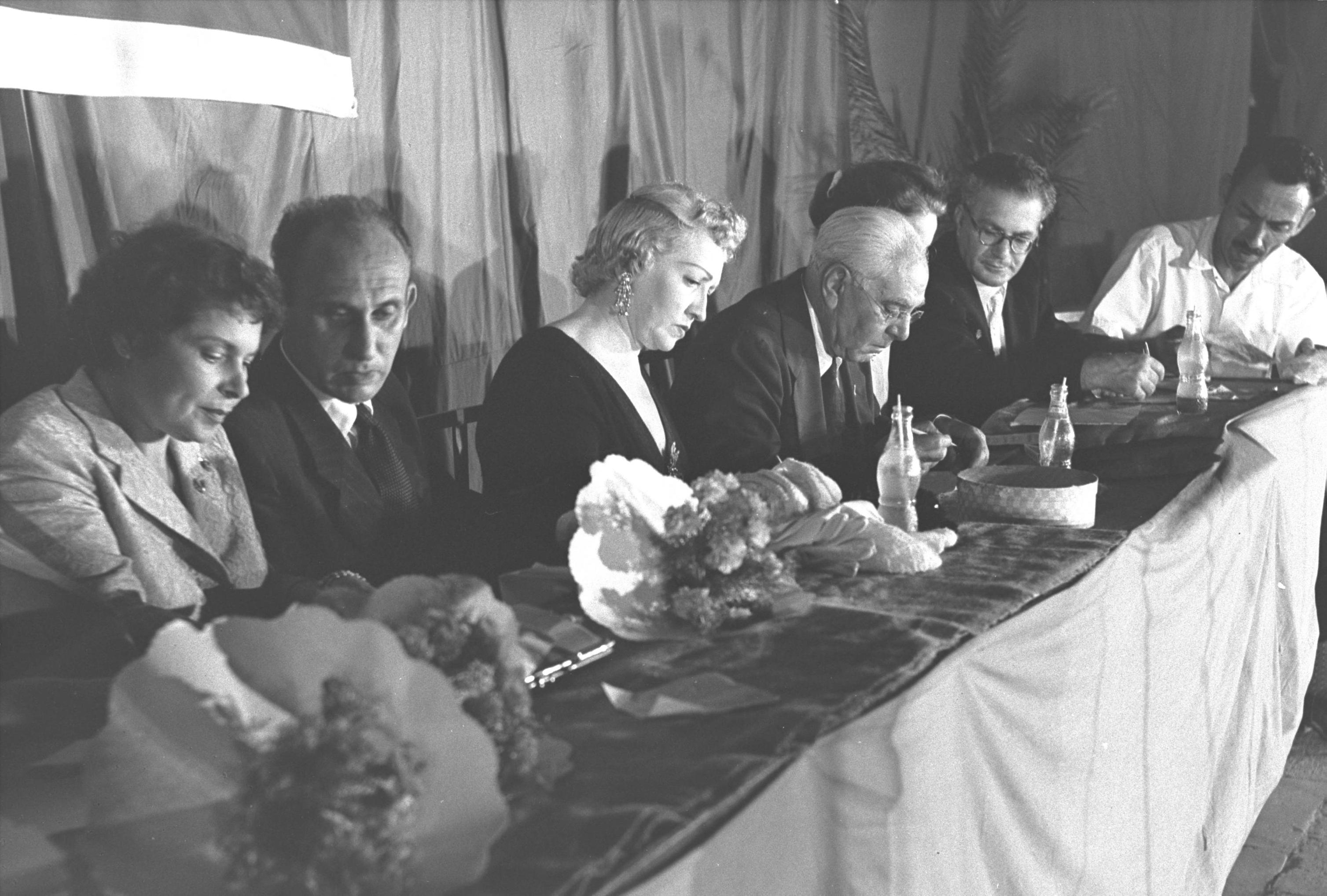
judecători ai Miss Israel 1956

Miss Israel este un concurs de frumusețe care are loc pe plan național în Israel.
- 1950 : Miriam Yaron [Jaross]
- 1951 : Michal Har’el [Harrison]
- 1952 : Ora Vered [Gamily]
- 1953 : Chavatzelet Dror [Drilman]
- 1954 : Aviva Pe’er [Perlmann]
- 1955 : Ilana Carmel [Lily Perzhensky]
- 1956 : Sara Tal [Binshtok]
- 1957 : Atara [Korina] Barzilay
- 1958 : Miriam Hadar
- 1959 : Rina Yitzchakov [Izakov]
- 1960 : Aliza Gur [Gross]
- 1961 : Dalia Lion
- 1962 : Jehudit Mazor [Mizrachi]
- 1963 : Ester Kfir
- 1964 : Ronit Rinat [Rechtman]
- 1965 : Aliza Sadeh [Panfil]
- 1966 : Aviva Israeli [Vivian Del Bianco]
- 1967 : Batia Kabiri
- 1968 : Miri Zamir
- 1969 : Chava Levy
- 1970 : Moshit Tsiporin
- 1971 : Eti [Ester] Orgad
- 1972 : Ilana Goren
- 1973 : Limor Sharir [Schraibman]
- 1974 : Edna Levy
- 1975 : Orit Cooper
- 1976 : Rina Mor [Messinger]
- 1977 : Zehava Vardi
- 1978 : Dorit Jellinek
- 1979 : Vered Polgar
- 1980 : Ilana Shushan
- 1981 : Dana [Daniela] Wexler
- 1982 : Debby [Deborah] Hess
- 1983 : Shim’ona Hollander
- 1984 : Sapir Koffmann
- 1985 : Hilla Kelmann
- 1986 : Nilly Drucker
- 1987 : Yamit Noy
- 1988 : Shirley Ben-Mordechay
- 1989 : Nicole Halperin
- 1990 : Yvonna Krugliak
- 1991 : Miri Goldfarb
- 1992 : Ravit Asaf